# 도도로미촌
도도로미촌(일본어: 止々呂美村)은 일본 오사카부 데시마군·도요노군에 설치되었던 촌이다. 현재의 미노오시 북부에 해당한다.